# 鄧布蘭大教堂
鄧布蘭大教堂（英語：Dunblane Cathedral）是英國的一座教堂，位於英國蘇格蘭史特靈附近的鄧布蘭。建築物的下部是羅馬式建築，建設於11世紀。上部的建築則為哥特式風格。由於蘇格蘭教會並沒有主教，因此鄧布蘭大教堂並非主教座堂。

## 外部連結
- Dunblane Cathedral （页面存档备份，存于）